# Moufida Tlatli
Moufida Tlatli (arabe : مفيدة التلاتلي), née le 4 août 1947 à Sidi Bou Saïd et morte le 7 février 2021, est une réalisatrice, scénariste et monteuse tunisienne.
Elle est également une éphémère ministre de la Culture en Tunisie pendant dix jours en janvier 2011.

## Biographie

### Carrière cinématographique
Née le 4 août 1947 à Sidi Bou Saïd, issue d'une famille traditionaliste, Moufida Tlatli découvre le cinéma grâce à son professeur de philosophie.
Après des études de montage à l'IDHEC (ancêtre de La Fémis) dont elle sort diplômée en 1968, elle revient en Tunisie et travaille au montage de plusieurs films dont Omar Gatlato de Merzak Allouache, Les Baliseurs du désert de Nacer Khémir, Le Cantique des pierres de Michel Khleifi ou Halfaouine, l'enfant des terrasses.
En 1994, elle réalise son premier long métrage coécrit avec Nouri Bouzid, Les Silences du palais, qui remporte le Tanit d'or aux Journées cinématographiques de Carthage, la Tulipe d'or au Festival international du film d'Istanbul, le Prix du meilleur long métrage lors du 5e Festival du cinéma africain de Milan, ainsi qu'une mention du jury de la Caméra d'or au Festival de Cannes. La Saison des hommes obtient aussi le Grand prix de l'Institut du monde arabe. En 2001, elle fait partie du jury du Festival de Cannes.
En 2004, elle obtient le prix McMillan-Stewart décerné par l'université Harvard.
Elle meurt le 7 février 2021 à l'âge de 73 ans.

### Fonction politique
À la suite de la révolution tunisienne, Moufida Tlatli est nommée au poste de ministre de la Culture le 17 janvier 2011, au sein du gouvernement d'union nationale dirigé par le Premier ministre Mohamed Ghannouchi. Elle y figure en tant « qu'indépendante », sans affiliation à un parti politique. Elle est la première femme à occuper cette fonction.
La cinéaste ayant toutefois signé, à l'été 2010, un appel pour que l'ancien président Zine el-Abidine Ben Ali se représente aux élections de 2014, elle est remplacée dès le 27 janvier par Azedine Beschaouch.

### Vie privée
Elle est mariée et mère de deux enfants.

## Filmographie

### Comme réalisatrice-scénariste
- 1994 : Les Silences du palais
- 2000 : La Saison des hommes
- 2004 : Nadia et Sarra (en)

### Comme monteuse
- 1974 : Victoire d'un peuple de Brahim Babaï (documentaire)
- 1974 : Sejnane d'Abdellatif Ben Ammar
- 1977 : Omar Gatlato de Merzak Allouache
- 1978 : Un ballon et des rêves de Mohamed Ali Okbi (documentaire)
- 1979 : Nahla de Farouk Beloufa
- 1980 : Aziza d'Abdellatif Ben Ammar
- 1982 : L'Ombre de la terre de Taïeb Louhichi
- 1983 : Traversées de Mahmoud Ben Mahmoud
- 1984 : Les Baliseurs du désert de Nacer Khémir
- 1987 : Caméra arabe de Férid Boughedir (documentaire)
- 1988 : La Trace de Néjia Ben Mabrouk
- 1989 : Layla, ma raison de Taïeb Louhichi
- 1990 : Halfaouine, l'enfant des terrasses de Férid Boughedir
- 1990 : Cantique des pierres de Michel Khleifi
- 1992 : Les Zazous de la vague de Mohamed Ali Okbi
- 1994 : Les Silences du palais de Moufida Tlatli
- 1994 : La Danse du feu de Salma Baccar